# Krzymów (Mazovie)
Pour les articles homonymes, voir Krzymów.
Krzymów (prononciation : [ˈkʂɨmuf]) est un village polonais de la gmina de Szczawin Kościelny dans le powiat de Gostynin de la voïvodie de Mazovie dans le centre-est de la Pologne.

## Histoire
De 1975 à 1998, le village appartenait administrativement à la voïvodie de Płock.